# 李垠

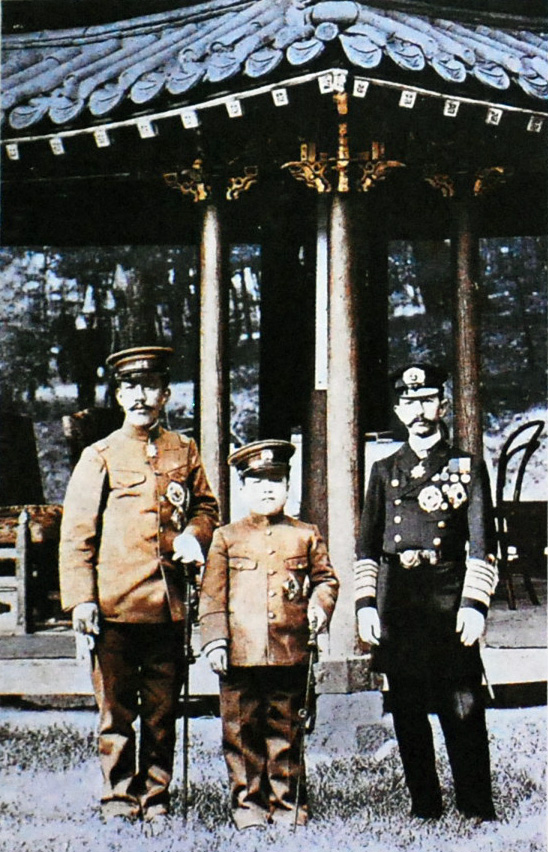
1907年，到大韓帝國訪問的日本皇太子嘉仁親王（左）與韓國皇太子李垠（中）及海军大将有栖川宫威仁亲王（右）合照

李垠（韩语：／ I Eun；1897年10月20日—1970年5月1日），字光天，朝鮮王朝最後的王位繼承者以及日本近現代王公族成員，日本軍人。朝鲜高宗第七子（庶三子），封號為英親王、皇太子，日韓合併期間封為李王世子，後進位昌德宮李王。去世後，全州李氏大同宗約院為他上諡号文仁武莊至孝明晖懿愍皇太子，簡稱懿愍太子。

## 生平

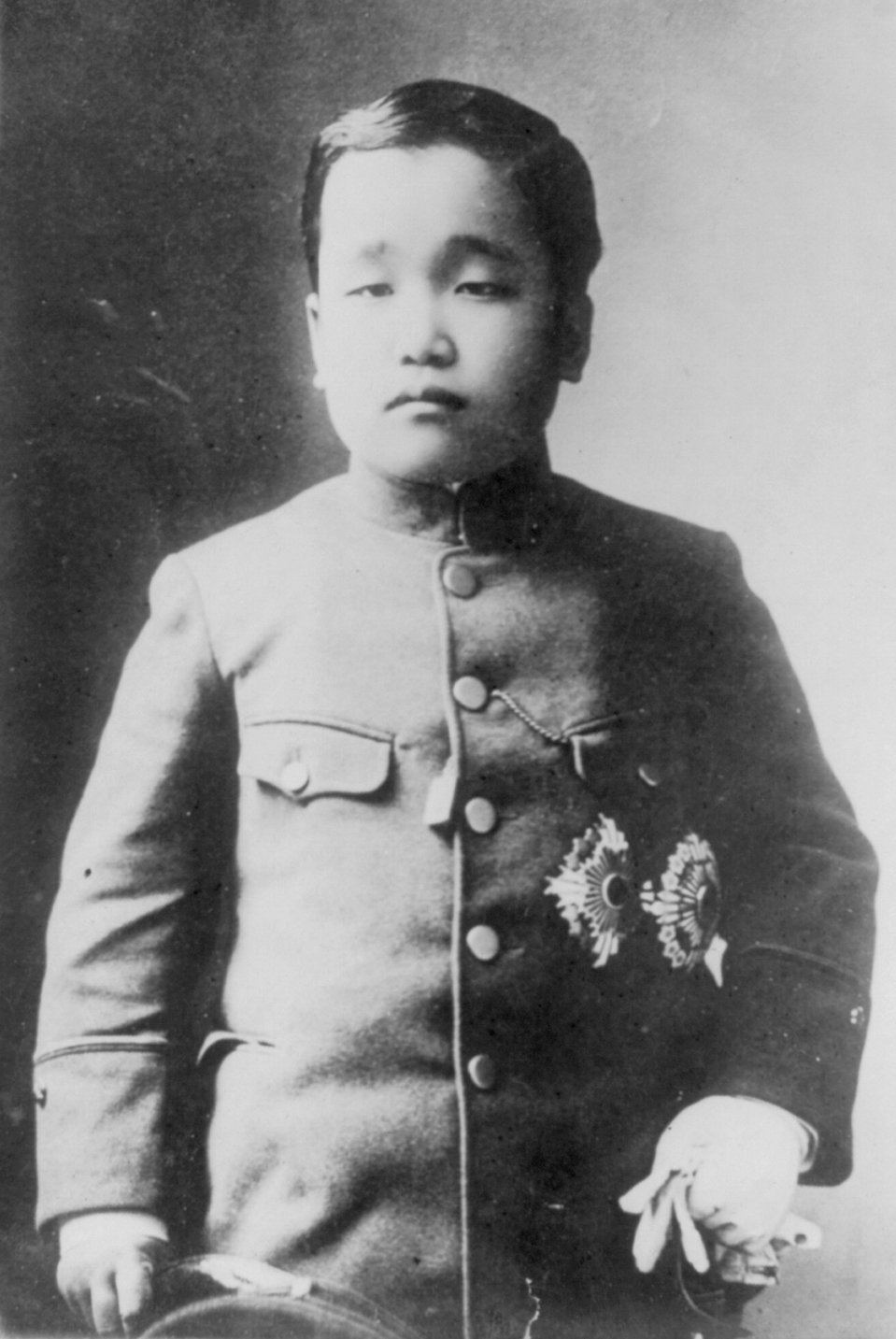
1907年的李垠

1907年7月20日，朝鲜纯宗即位。李堈原有可能為继承人，但因其沒有政治根基，亲日派严皇贵妃之子英亲王李垠被立为继承人。9月7日，李垠被册封为皇太子。10月16日，日本皇太子嘉仁（后来的大正天皇）访问韩国，李垠去泥岘御旅迎接，嘉仁走后，韩国统监伊藤博文表示韩国太子应效仿日本太子访问对方国家。11月13日，日本安排纯宗、純貞孝皇后和太子居昌德宫，高宗单独居住庆运宫，以分割韩国皇室。伊藤博文以皇太子需要摆脱宫人影响，跟从帝师学习帝王之道为名，要求他进入日本贵族学校——学习院。11月19日，纯宗下诏太子李垠到日本留学，封伊藤博文为太子太师，内阁总理大臣李完用为太子少师。明治天皇和皇后到皇宫的凤凰之间迎接李垠，并下令要服侍他如日本太子。日本人答应放假时允许其回国看望父母，但假期安排他学习日语、挥霍享乐。他坐豪华轿车去北海道玩雪、去南方赏花。伊藤博文被安重根刺杀，承诺死无对证。1910年日韩合并，李垠为王太子，成为日本華族。明治天皇和昭宪皇太后去世后，日本对李垠的待遇降低，每月御用金只有数十日圓。严妃病危时李垠到京城，结果严妃已死，日本人禁止他进入严妃的咸宁殿。他提出拜见其父，又被阻止。日本人要求太王到世子居住的石造殿见世子。高宗表示普天之下，没有父亲拜见儿子的道理。但他还是去了。父子抱头痛哭。葬礼结束，李垠立即被送回日本。他性格大变，沉默寡言。
1926年3月，纯宗李坧病重。李垠从东京赶回京城。见医疗不周，指令调配专职护士照料，广请良医，中西医兼用。但他走后未落实。4月25日晨，李坧逝世。关东大地震后，日本加强镇压在日朝鲜人。李垠想去欧洲游历，日本担心欧洲列国以国王礼对待李垠。李垠夫妇以臣民身份作私人旅行，对外宣称“公爵夫妇”，而非國王夫婦。
1935年1月17日至2月1日，他前往台灣視察，參觀北白川宮能久親王紀念碑、台灣神社、台北練兵場、建功神社、台北植物園、臺南孔子廟、高雄港、屏東機場、屏東糖廠、馬公要港部、日月潭、臺灣博物館等地，並居住於台南御泊所、高雄御泊所、水社御泊所、台北御泊所，2月1日由基隆出港離開台灣。
1936年二二六事件爆发，政变失败。2月28日，李垠率一个混成大队开往东京。周围人说“不论如何这种时候都不该派王族出去”，李王认为“联队长直接指挥是理所当然的”。29日零点半，到达新宿车站，他们编入戒严司令官指挥序列，接收靖国神社附近的宾馆作为团部。李垠一个人坐在椅子上一动不动，两手拄着军刀刀柄，表情沉痛。皇族军人去觐见昭和天皇，但李垠是叛乱完全镇压后才觐见天皇，后到东京德川公爵府。
1938年升少将，12月15日派往北京华北方面军司令部。1939年1月开始巡视山西太原、臨汾、運城。山東济南、徐州、青島。2月巡视京漢線沿線的石家庄、新乡。3月巡视駐蒙軍方面張家口、大同、包頭、厚和，会见德王。3月末回东京。4月巡视天津、青島、新乡。5月视察关东军。巡视延吉、齐齐哈尔、阿城、南嶺、旅順、牡丹江。2日会见溥儀。6月下旬至7月上旬经北京视察中支战线，到南京、漢口、蘇州、上海、吴淞、杭州。7月2日—3日到青島。后来到热河。8月1日为近衛步兵第2旅团長，回东京。10月同妻到朝鲜宗庙告华北方面凯旋。以后他先后在近卫旅、第一航空司令部任职。1941年7月1日为第51師團師團長，8月12日到满洲国锦州，10月视察华南战线，广东，11月16日任教育总监部。11月20日回日本。12月5日到朝鮮京城。

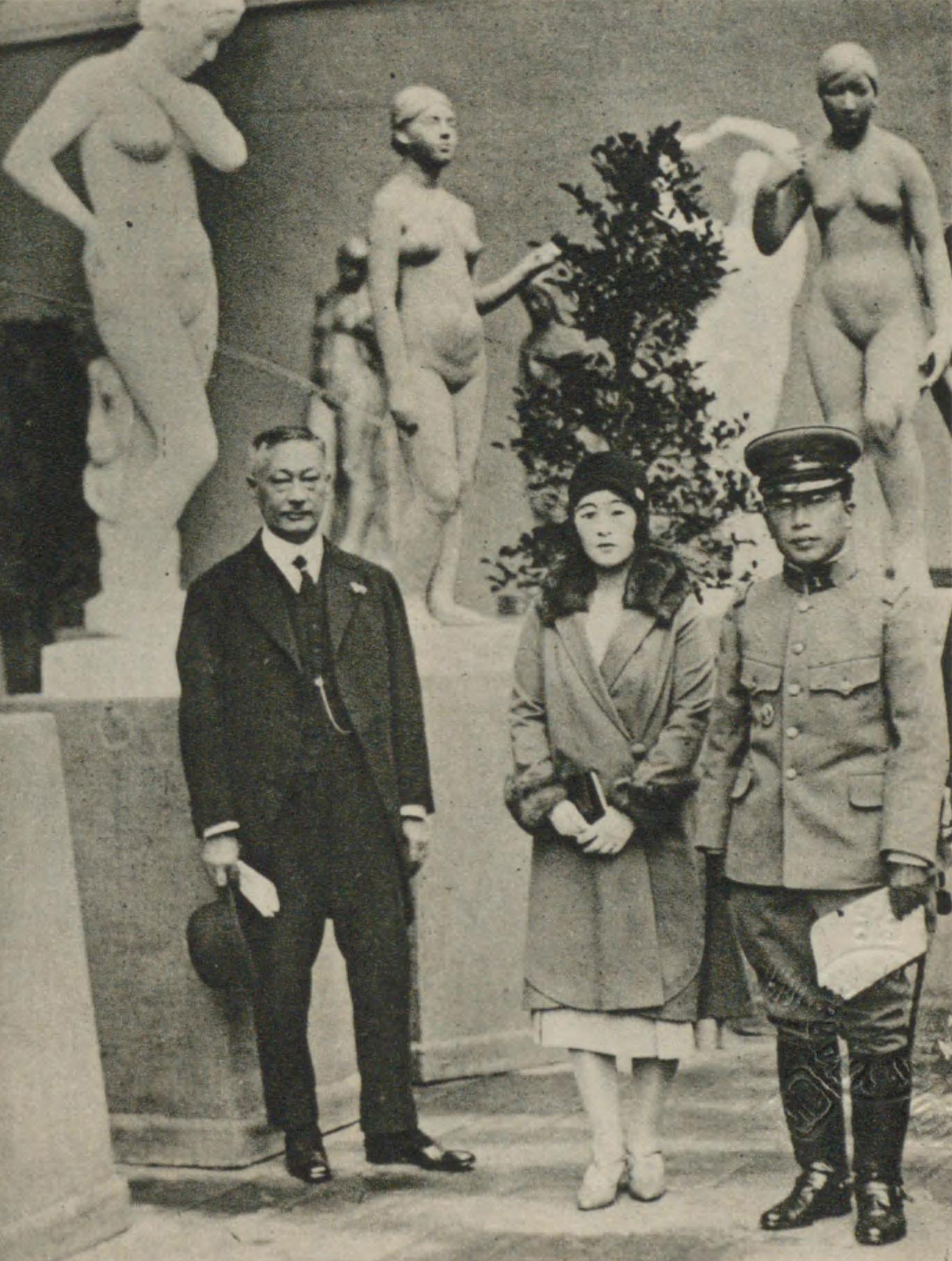
1933年参观艺术展览（《皇室皇族聖鑑·昭和篇》，皇室皇族聖鑑刊行會編

1943年任第一航空军的司令官，他在视察各地航空队的时候，总要遵从日本皇族礼仪去参拜当地神社。1944年（昭和19年）7月26日副官参謀陪伴他乘航母鳳翔号，视察海軍攻擊七〇八飛行隊（一式陸上攻擊機装備）、攻擊四〇五飛行隊（銀河装備）联合夜間雷擊訓練，视察麾下陸軍飛行九八戰隊（四式重爆擊機装備）。该部队后来参加台灣空戰。1945年4月1日担任军事参议官。
1947年，日本國憲法、“臣籍降下令”先後颁布，李垠由王族降为平民，夫妇被美军军政厅登记为“在日韩国人”，朝鲜南北两政府均开始惩治“韩奸”、“民族叛徒”，报纸上有人要他自杀。1948年8月大韩民国成立，总统、皇族远支李承晚担心，正统继承人可能有太多拥护者，禁止他回国。
朝鲜战争爆发后，韓國國軍溃败，在洪思翊被菲律宾定为战犯处决后，参加过朝鲜籍日本兵的人，有日军中将军衔，受过系统军事教育，有实战经验的人只有李垠。美国人想让李垠出任韩国国防部长。李承晚怀疑美国人想换人，阻止李垠回国。1954年韓國制定“旧王室财产处置法”，王室财产划归国有，王室成员每月发放生活费。对李垠一文不付。駐日本韓國代表部（韓國駐日本大使館前身機構）数次拒绝向李垠发放护照。
1960年4月李承晚政府倒台。韩国总统尹潽善写信给李垠致歉，总理张勉有意请他出任韩国驻英国大使，李垠婉言拒绝。
1961年5月韩国五一六政变，朴正熙7月派出两名特使赴日，告知今后其生活费、医疗费由韩国政府负担。后李垠发病住院昏迷，9月恢复知觉。11月朴正熙访美途经日本会见了方子，表示要让病榻上的李垠和在日本精神病院的高宗女儿德惠翁主回国。
1963年11月22日，李垠夫妇到韩国金浦机场。李垠躺在担架上，失去知觉，被送进圣母医院。后来恢复意识，在病榻上度过余生。当他见到儿时的南山时，泪流满面。
1970年5月1日，李垠病危，李方子和李玖夫妇令人把他抬上了汽车，到他儿时居住的乐善斋，他始终昏迷。下午1时去世。5月9日，大韩民国政府为他举行国葬。日本高松宮宣仁親王及親王妃德川喜久子代表日本昭和天皇出席。李垠的靈柩從昌德宫敦化门出發，由養正高校（李垠之母純獻皇貴妃嚴氏創立的學校）的學生們護送，送往金谷地区高宗洪陵边的崇仁园，首爾20万人为他送葬。
由於李垠不曾成為朝鮮國王或者大韓帝國的皇帝，他的牌位本來不在宗廟的永寧殿裡。不過因為永寧殿還留有最後一個空位，再加上時任韓國總統朴正熙的允許，使李垠的牌位並非另設祠堂供奉，而是得以放進永寧殿。

## 婚事
1907年，父母选闵泳敦的女儿闵甲完为其未来妻子。日本人强令退婚，寺内正毅主张从日本皇族中挑选公主与之结婚，并说服了天皇和山县有朋。1917年山县有朋公爵挑选梨本宫守正王的女儿方子为李垠妻子。梨本宫由于天皇意愿被迫答应。朝鲜高宗说只要王世子满意，我没有意见，纯宗则说事情发展到了这一步，那是很自然的。日本拒绝了高宗、纯宗提出在朝鲜举行婚礼的要求。

## 年譜
- 1897年－出生。
- 1900年－冊封為英亲王。
- 1907年－成為大韓帝国的皇太子。

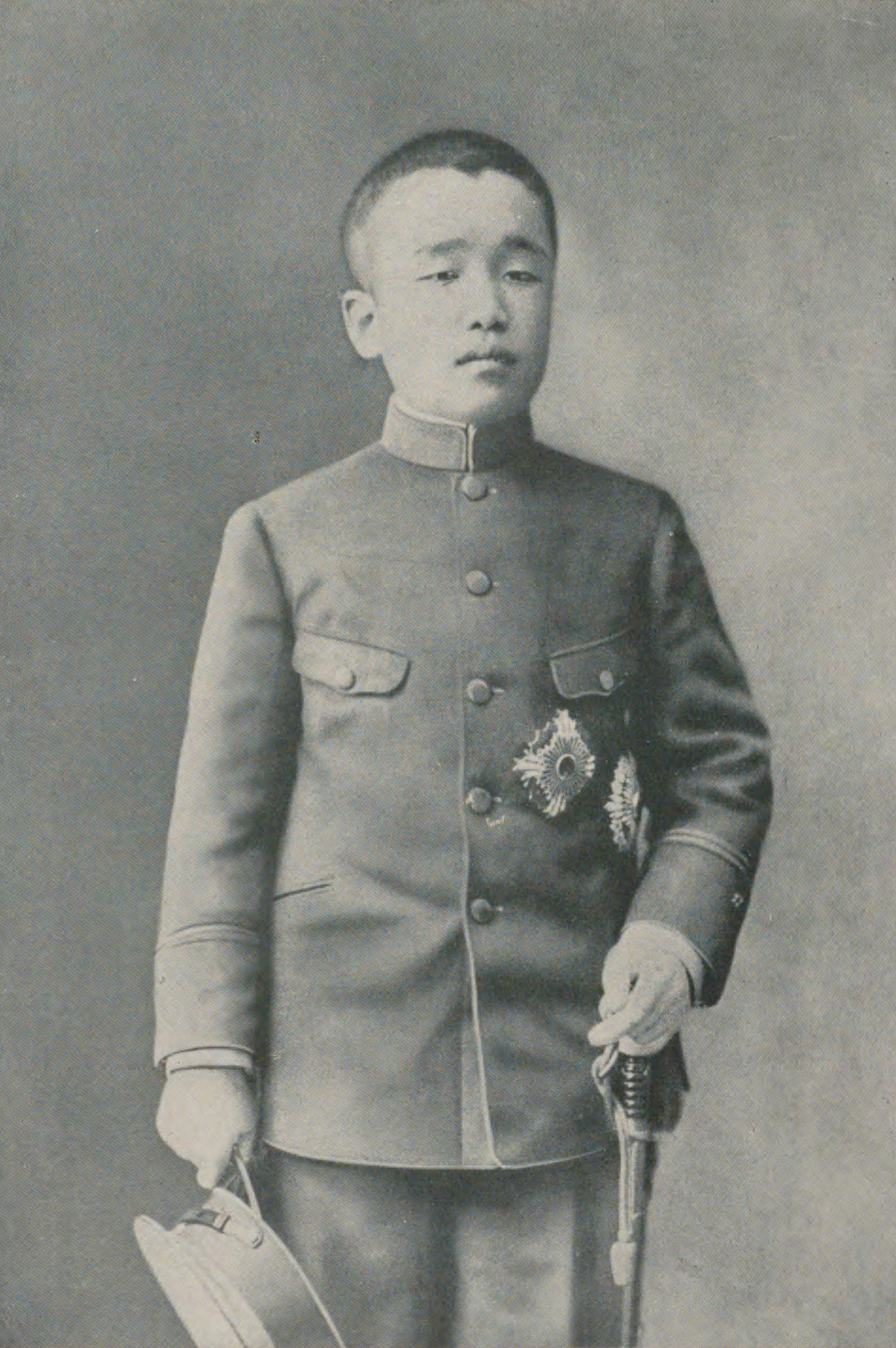
《皇室皇族聖鑑》 明治篇 皇室皇族聖鑑刊行会 編

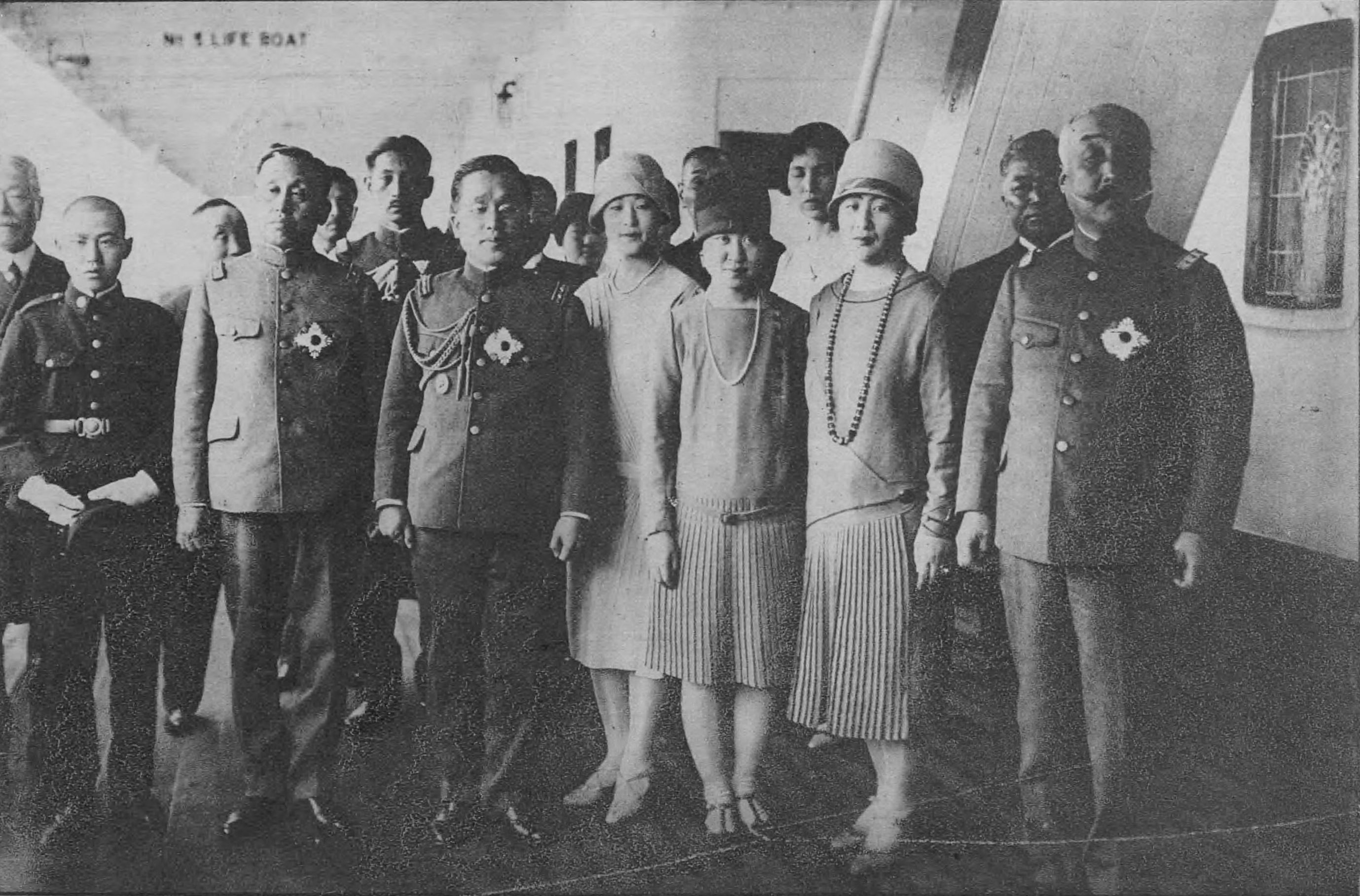
1928年4月9日

- 1907年－按明治天皇“朝鲜王族要在日本接受教育”敕令，12月，在伊藤博文和李完用的护卫下乘日本军舰“满洲号”离仁川东去。前往日本留學並且由伊藤博文負責養育。之後進入日本陸軍學校讀書。
- 1910年－日韓併合之後，以準皇族身份受到禮遇；被稱為殿下
- 1917年－作为日本陸軍學校第29届毕业生被授予日本陆军少尉军衔。
- 1920年－與日本皇族梨本宮方子結婚。
- 1926年－純宗逝世後，繼承李王的名號。之後留在日本精研軍務。
- 1927年－5月夫妇乘船经上海，金九策划劫持他，日本禁止李垠夫妇上岸，夫妇经香港去欧洲，访问法国、英国、意大利，去荷兰海牙凭吊秘使事件
- 1928年－4月返回日本。
- 1935年－晉升為陸軍步兵大佐。成為宇都宮步兵第59联隊長。把联队里的军官叫到宇都宫新家招待，演习时给士官、士兵发巧克力，和部下打成一片。可能是因为李王家的自产比其他公家更为丰厚[15]。4月，满洲国皇帝溥仪访问日本，李垠被安排在欢迎宴上与之见面。
- 1937年－陸軍士官學校教官。
- 1937年－陸軍預科士官學校教授部長
- 1938年－晉昇為陸軍少將。
- 1938年－北支方面軍附
- 1939年－近衛步兵第2旅團長
- 1940年－留守第4師團長
- 1940年－晉昇為陸軍中將。
- 1941年－7月1日第51師團師團長，8月12日到满洲国锦州，派往中国
- 1941年－教育總監部附
- 1942年－8月1日第1航空軍附
- 1943年－第1航空軍司令官
- 1945年－軍事參議官
- 1945年－二次大戰結束，日本投降。参加天皇御前会议。王室财产遭没收。在日本的财产因盟军巨额财产税而几乎丧失，东京纪尾井坂的府邸被迫出卖，后成为东京王子饭店。
- 1947年－5月3日日本国憲法施行，日本政府廢除王公族制度，李垠失去李王的封號。之後李垠有回國的構想，但由於日本與大韓民國沒有邦交關係，而且當時的總統李承晚從中作梗，而留在日本，成為在日韓國人。开始典当汽车、家具、房子、兰花、皇后大礼服。
- 1952年－4月28日因舊金山和約生效而喪失日本國籍，成為無國籍狀態。
- 1957年－5月18日以日本国外务省临时护照到美国看望在那里读书的儿子李玖。6月7日出席李玖大学毕业仪式。
- 1958年－想返回日本，机票款无着，一位日本电影发行商资助5000美元。李垠突患脑溢血入院。
- 1959年－3月16日脑梗塞。5月17日回日本。
- 1960年－6月6日夫婦到美国，8月6日回国。
- 1961年－3月26日夫婦訪問夏威夷（5月7日歸國）。8月3日入院聖路加病院。
- 1962年－12月15日韓国政府承认李垠夫妻大韓民国国籍。
- 1963年－5月末赤坂山王病院入院。由於獲韓國總統朴正熙的協助以及日韓邦交的恢復，李垠于11月22日回國。
- 1970年－5月1日逝世，終年73歲。

## 家庭

### 父母
父親為大韓帝国第一位皇帝高宗李熙。母親為純獻皇貴妃严氏。純宗的同父異母弟。

### 妻室

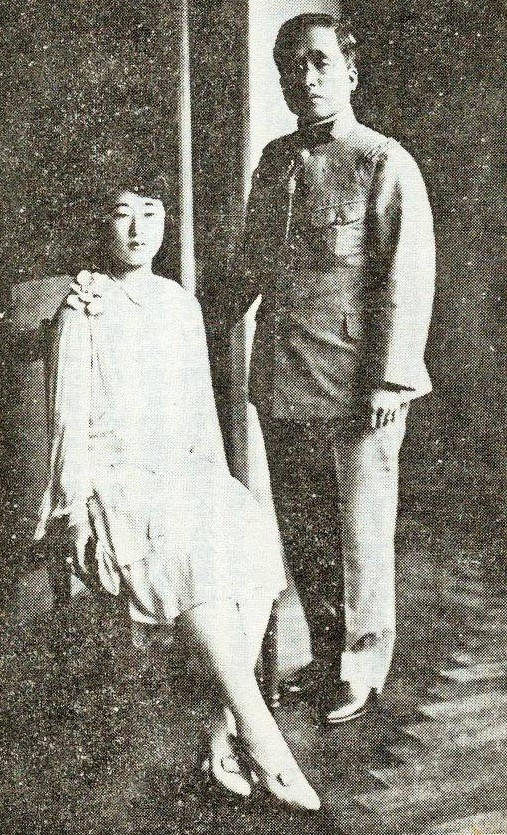
李垠與其妻方子照

妻子為梨本宮守正王長女方子女王，曾为昭和天皇妃候补，有兩位兒子。

### 姐妹
- 異母妹德惠翁主

### 子女

#### 子
1. 李晋（早夭）
2. 李玖

## 故居
1930年，位於東京都千代田區赤坂的李王家邸完工。該址曾為赤坂王子酒店的舊館，現為東京Garden Terrace紀尾井町的一部分。

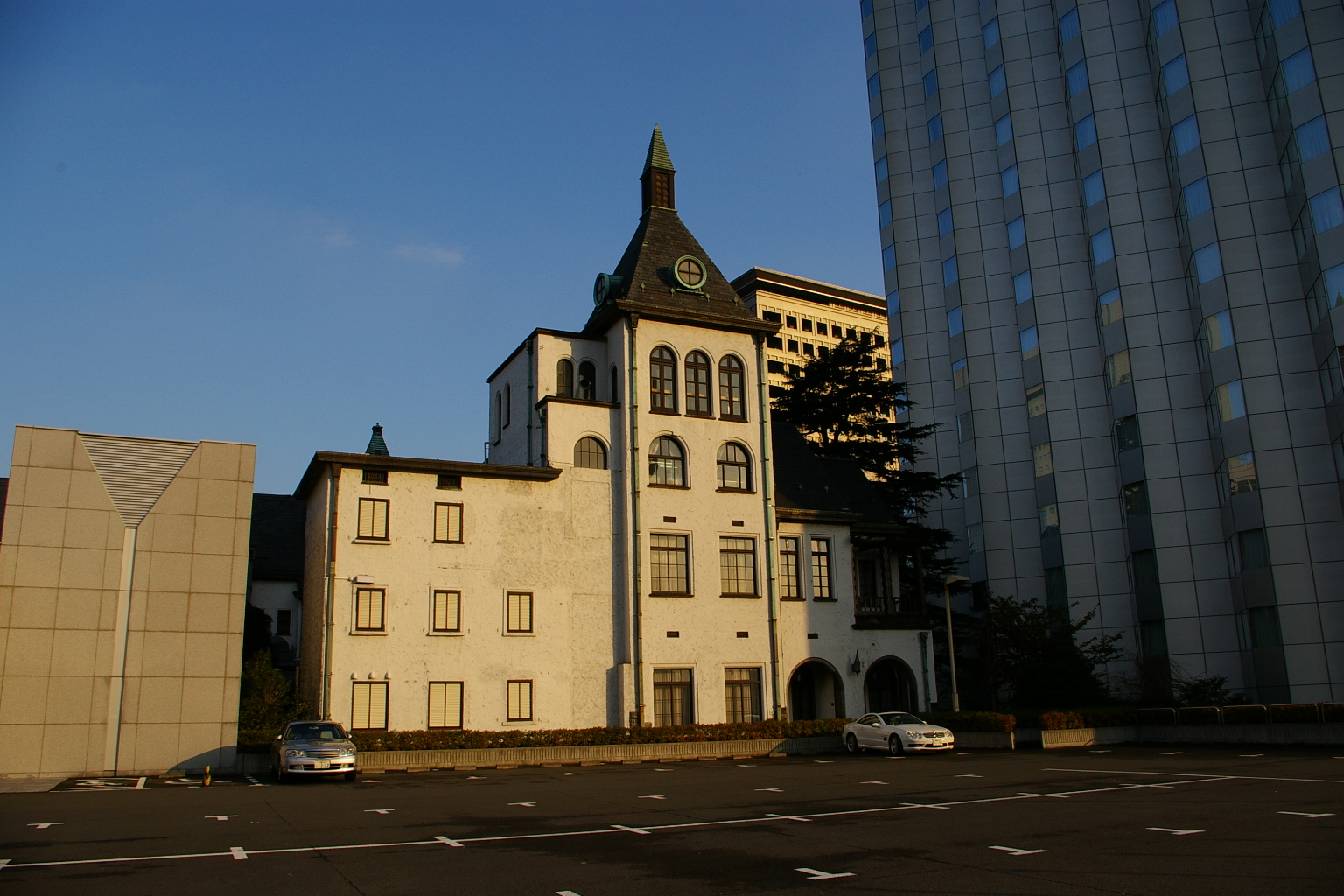
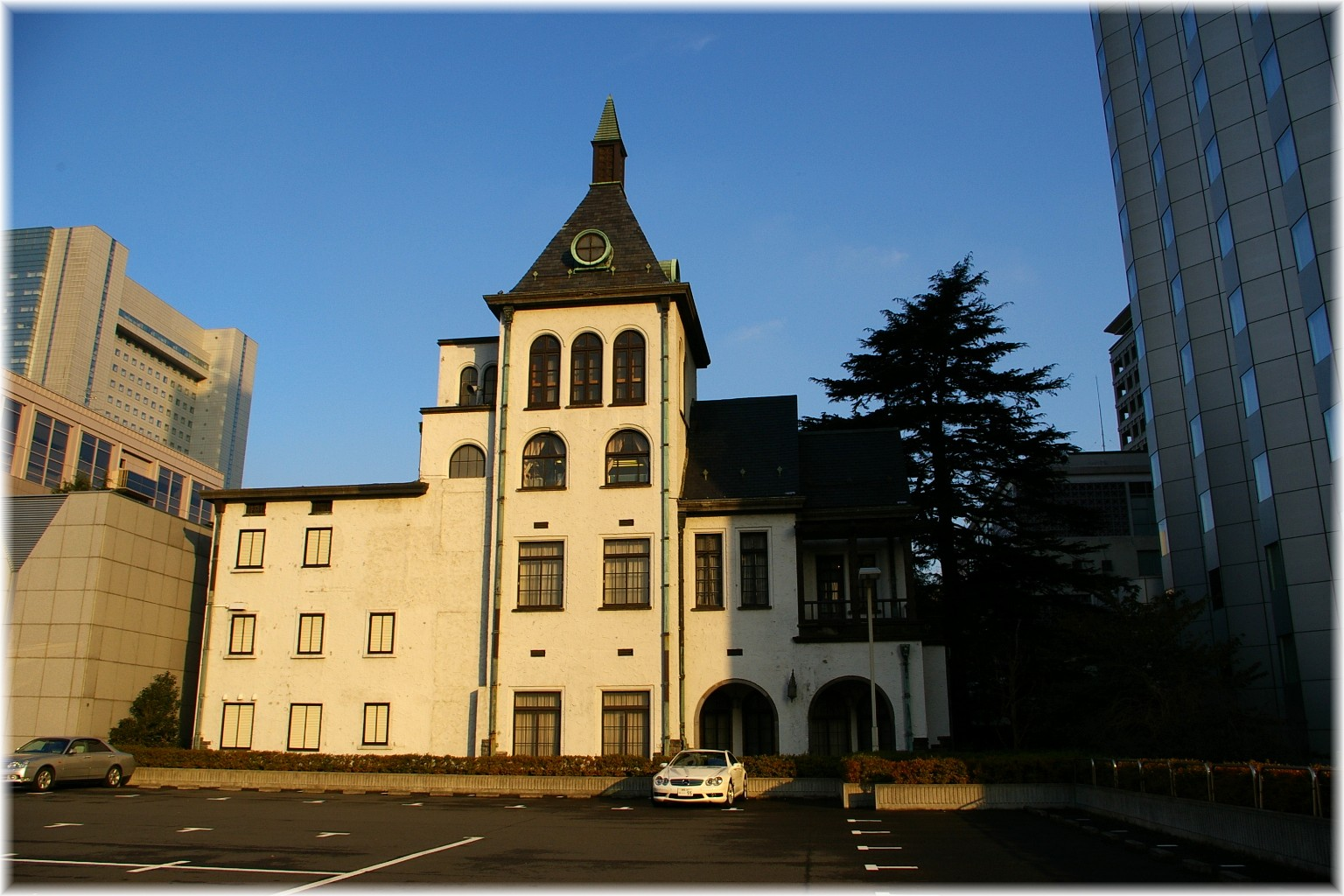
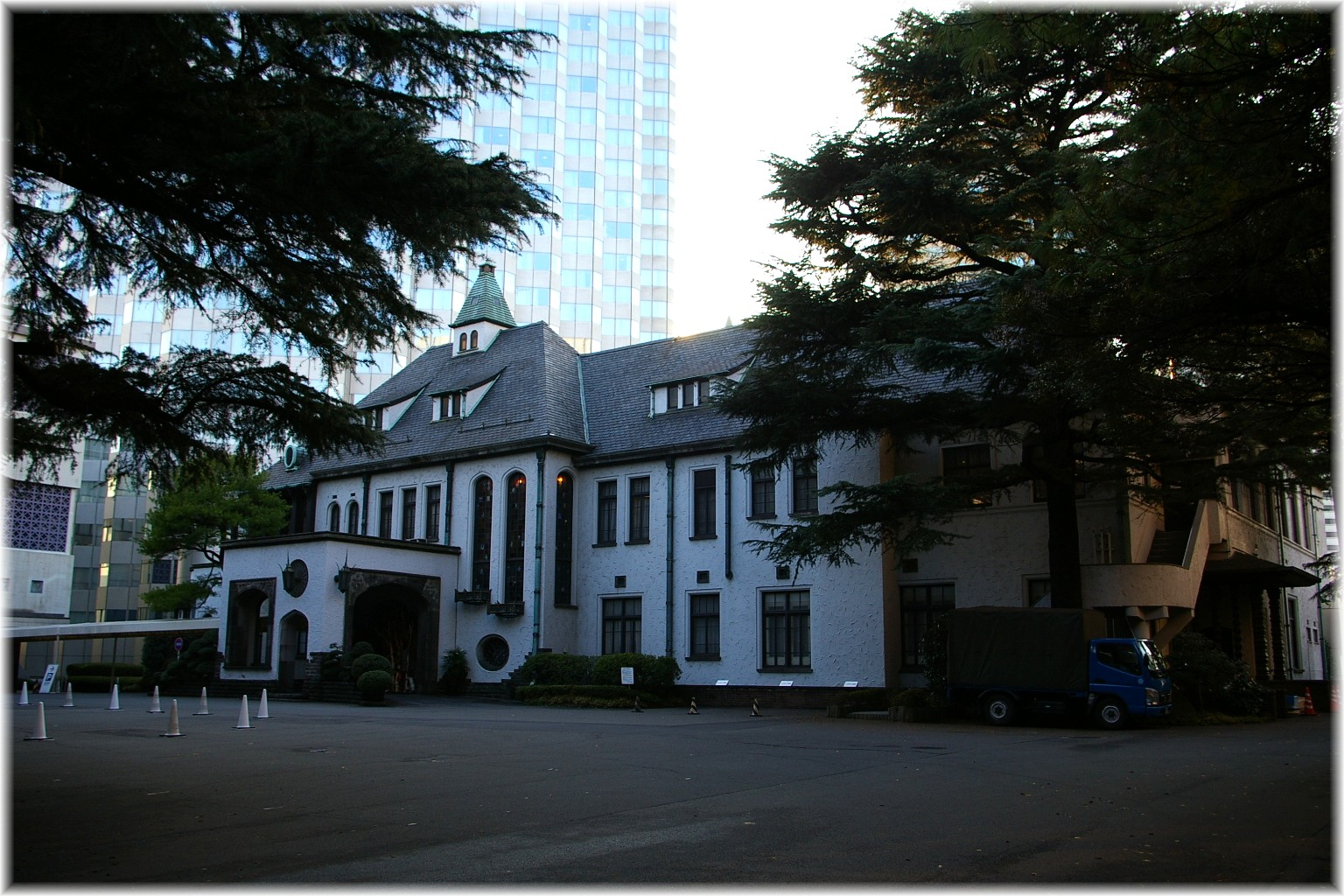
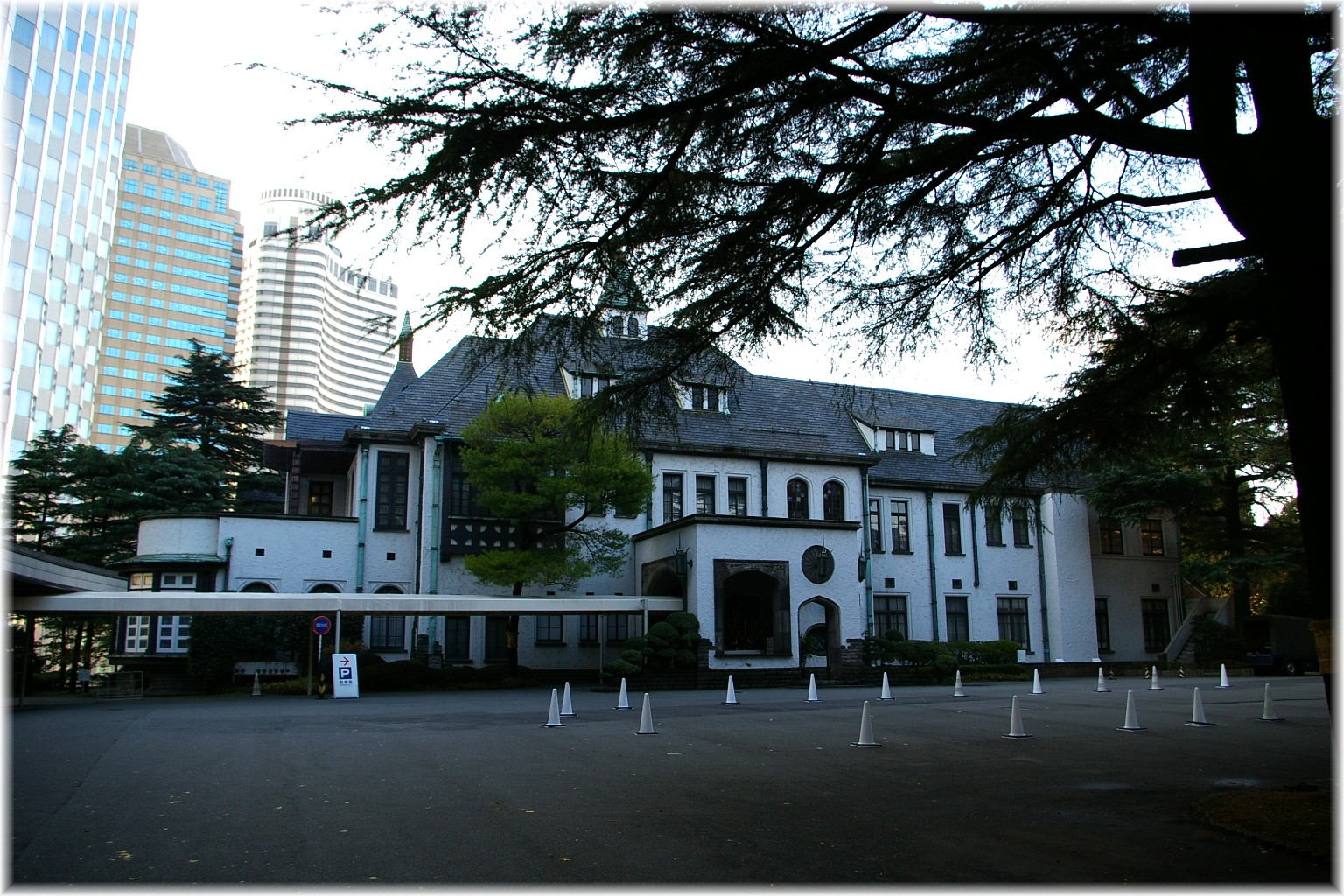